# 日本の普通切手
日本の普通切手（にほんのふつうきって）では、日本で発行された普通切手について記述する。

## 概要
郵便料金の納付を主目的とする切手であり、郵便局、郵便切手類販売所では多数の額面の普通切手を在庫している。日本最初の切手である竜切手も普通切手であった。
国家元首の肖像を意匠とすることの多い世界的傾向とは異なり、天皇の肖像を意匠としたことはないが、天皇の身代わりとして明治から昭和にかけての高額普通切手の意匠に神功皇后の肖像が採用されたことはある。これには明治天皇の意向が反映されているといわれている。明治初期に紙幣と切手製造の基礎を構築した、イタリア人技術者エドアルド・キヨッソーネは、日本も紙幣や切手に国家元首の肖像（御真影。これ自体、彼の手になる肖像画を、写真撮影したものである。）を使うのが妥当であるとしていた。しかし、明治天皇が生来の写真嫌いで拒否されたという。天皇が神格化されたこともあって、天皇を切手の意匠とするのはタブーとされるようになった。以降、日本では記念・特殊切手も含めて在位中の天皇が切手の意匠になったことはない。
明治から昭和初期にかけては証票的な意匠となっていたが、それ以降は徐々に具体的なモチーフを意匠とすることが多くなった。第二次世界大戦中には逓信省も戦意昂揚の一翼を担い、大東亜共栄圏の地図や戦闘機、少年航空兵、靖国神社など国家主義的、軍国主義的な意匠となった。戦後は一転して産業、風景、動植物、文化財を意匠とするようになった。このような事情を踏まえた切手収集家による分類方法が確立している（後述）。なお、「昭和」「平成」といった元号名が含まれるシリーズ名があるが、改元は普通切手のシリーズ変更と直接の関係はないため、普通切手シリーズの発売期間は必ずしも時代ごとの区分と一致しない。
現在、郵便事業を担う日本郵便の発行する普通切手のテーマは「日本の自然」であり、日本国内に生息する鳥類や花や昆虫を意匠としている。日本郵趣協会が手掛ける日本切手カタログ（さくら日本切手カタログ・日本切手専門カタログ・ビジュアル日本切手カタログ）には「平成切手」というシリーズ名称で収録されており、切手収集家の間でも使用されている。

## 日本の切手の有効性
下記以外の切手は、たとえ銭位・厘位であっても無効を定めた法令がないため、現在でも使用可能である。したがって現在有効な最古の切手は1876年（明治9年）発行の5厘切手（旧小判切手）である。なお銭は円の百分の一、厘は銭の十分の一である。
- 手彫切手（竜文切手、竜銭切手、桜切手及び鳥切手）と旧小判切手（5厘を除く）は法令[6]により1889年12月1日以降使用禁止となった。
- 「第一回国勢調査紀念切手」（1920年9月25日発売）は発売開始当初から有効期限（1921年3月31日迄)が定められていた[7]。
- 第二次世界大戦後、GHQから軍国主義的あるいは神道等の象徴に関係があるとみなされた切手や葉書（いわゆる追放切手）は法令[8]により1947年9月1日以降使用禁止となった。これらは現在でも東京中央郵便局で現行の有効な切手および葉書に引き換えることができる。

## 日本の普通切手の一覧

### 明治時代

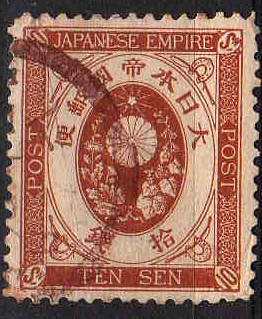
新小判10銭切手

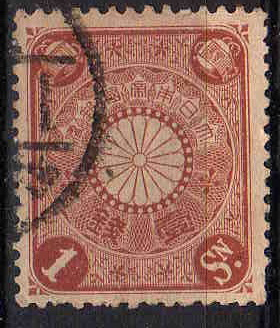
菊1銭切手

竜文切手 1871年
日本最初の切手、通貨制度が江戸時代と同じだったため額面が「文」表示。目打が無く、裏面に糊もついていなかった。
竜銭切手 1872年
通貨制度近代化により額面が「銭」表示となる。初めて目打が入れられたのもこの切手からである。
桜切手 1872年 - 1876年
四隅に桜花をあしらっていたことに由来する名称。途中から在庫管理のため、印面にカナが加えられた。また、民間の印刷会社である松田印刷が印刷を担ったシリーズも存在する。カナを含め、数多くのバリエーションがあり、日本切手の収集家の人気が最も高いシリーズである。この切手の途中から、政府のみが切手の印刷を行うようになる。このシリーズから切手に菊花紋章を表示するようになった。
鳥切手 1875年
外国郵便開業に伴い、外国郵便料金に合わせて発行。
- なお、竜文切手と竜銭切手、桜切手に鳥切手を併せ、手彫切手（印刷に用いる実用版を、手作業による彫刻や腐食により製造したため）と呼ばれる場合もある。

小判切手 1876年 - 1892年
キヨッソーネが指導した電胎法凸版印刷による最初の切手。名称は小判のような印面のデザインに由来する。1883年に刷色が変更され、新たな額面が加わる。このため、収集家はこれ以前の切手を旧小判、以後を新小判と呼ぶ。このシリーズから、国名表記として「大日本帝國郵便」と印刷されるようになる。
菊切手 1899年 - 1908年
切手の中央に菊の御紋章が大きく入ったデザイン。1913年に偽造事件が起こる。
旧高額切手 1908年 - 1914年
おもに電信・電話料金納入を意図し発行された切手。キヨッソーネのデザインを参考に、神功皇后を図案とした。5円・10円の2種類がある。1914年に印刷用紙の変更（透かし入り毛紙。田沢切手を参照）をおこなっている。

### 大正時代

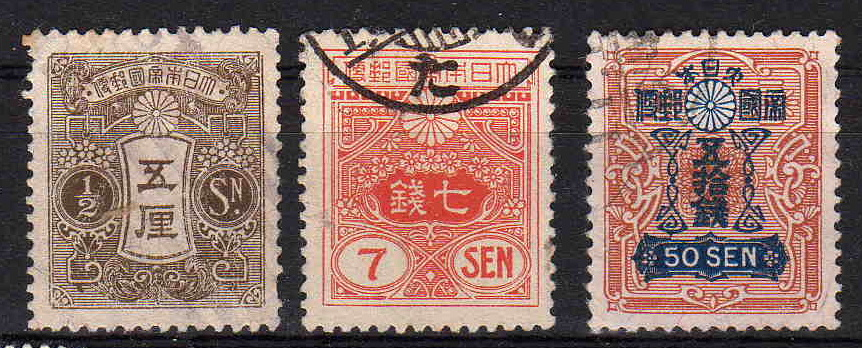
田沢切手 左から5厘・7銭・50銭

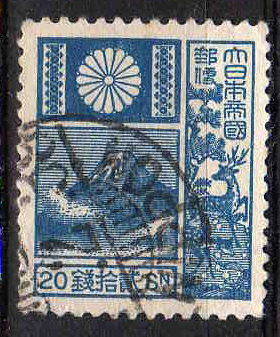
富士鹿20銭切手

震災切手・新高額切手・風景切手は国名表記が「日本郵便」に変更された。
田沢切手 1913年 - 1937年
日本で初めて切手図案の公募が行われ、逓信省技官であった田沢昌言のデザインが採用されたためこの名がある。当時世界的に流行していたアール・ヌーヴォー調のデザインであった。またデザインは低額面用、中額面用、高額面用の3種類があった。当初は透かしのない白紙に印刷されていたが、同年、菊切手の偽造事件が発生したため、偽造防止の目的で透かしの入った毛紙（けがみ）に用紙が切り替えられた。毛紙とは着色繊維（赤・青）が漉き入れられた印刷用紙である。
また、1926年、新型印刷機の導入により、印面寸法が変更された。「昭和毛紙切手」は、切り替えで生じた切手の俗称である。
昭和切手が発行開始された1937年になっても、一部の切手は当時使用されていた切手用の用紙に切り替え、印刷をつづけていた。収集家は、これを「昭和白紙切手」と呼ぶ。
冨士鹿切手 1922年 - 1937年
国際郵便用の切手、富士山と鹿がデザインされている。田沢切手と同様の変化を見せた。
震災切手 1923年
関東大震災で切手印刷工場が被災、普通切手の在庫や実用版が焼失したため、応急措置的に大阪の民間印刷会社で製造した切手。復興が進むと東京でも印刷が行われた。無目打で、印刷も粗末である。
新高額切手 1924年 - 1937年
関東大震災による旧高額切手原版焼失に伴い、新たに作成された。神功皇后のデザインは「考古学的考証」を加味、より日本人的な顔立ちになった。
風景切手 1926年 - 1937年
国際郵便用の切手、富士山・日光東照宮陽明門・名古屋城がデザインされている。田沢切手と同様の変化を見せた。

### 昭和時代前期

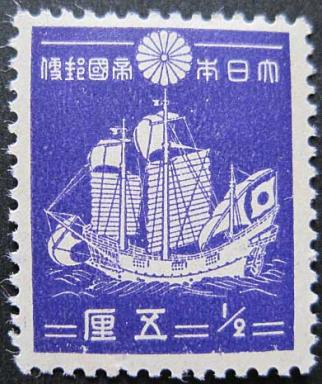
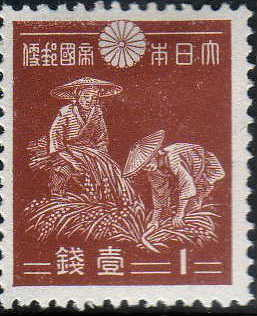
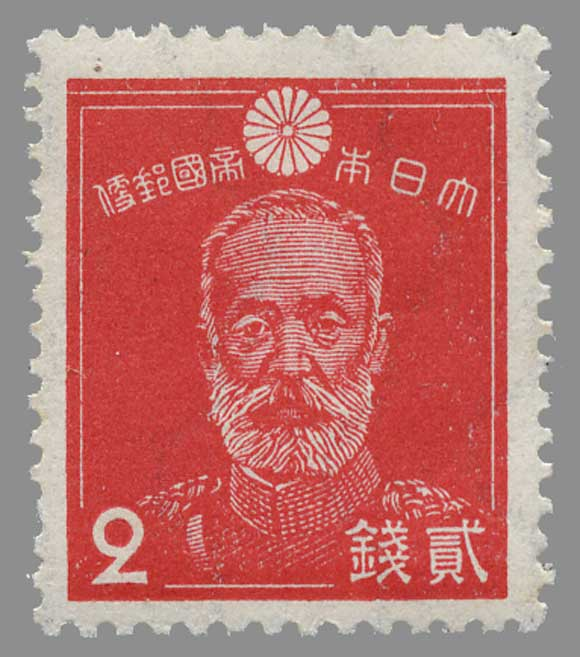
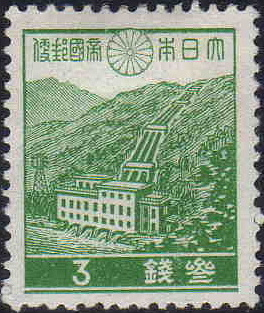
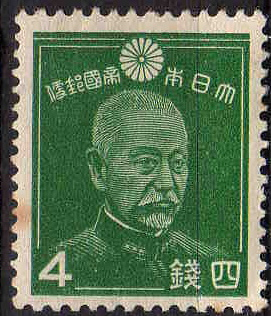
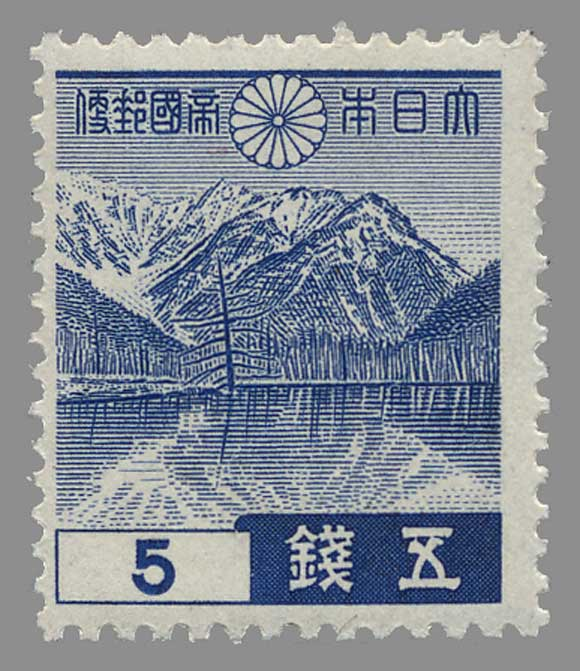
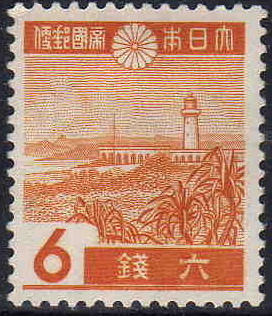
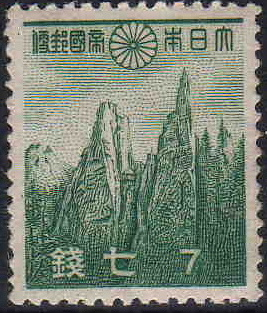
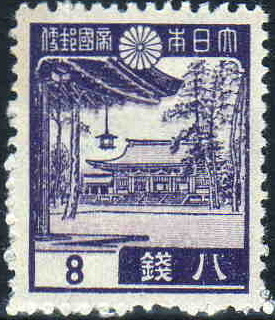
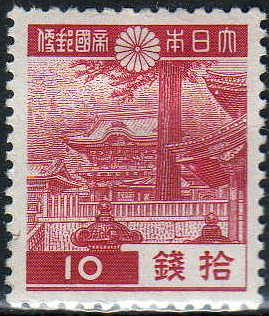
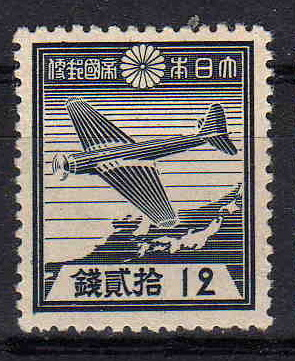
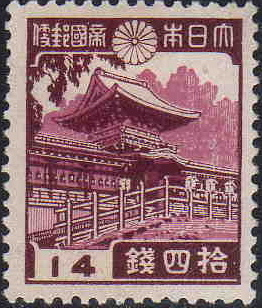
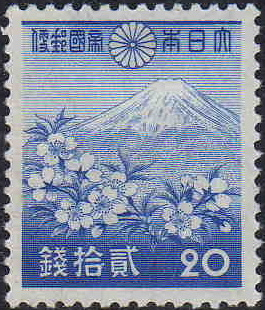
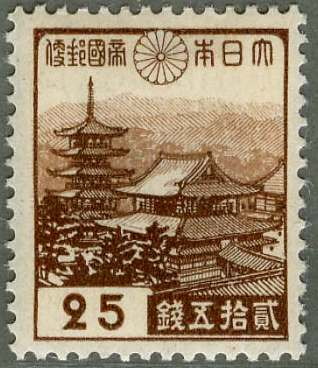
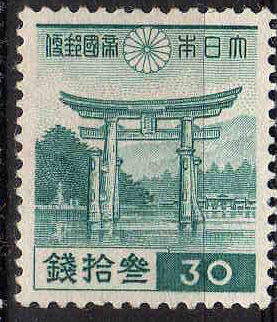
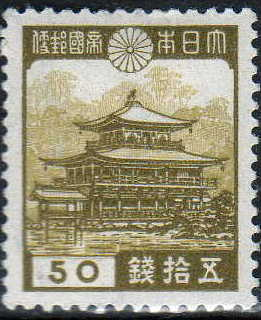
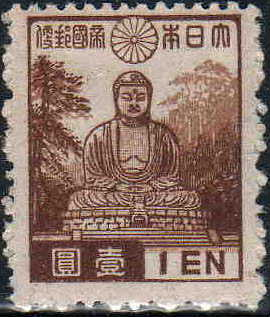
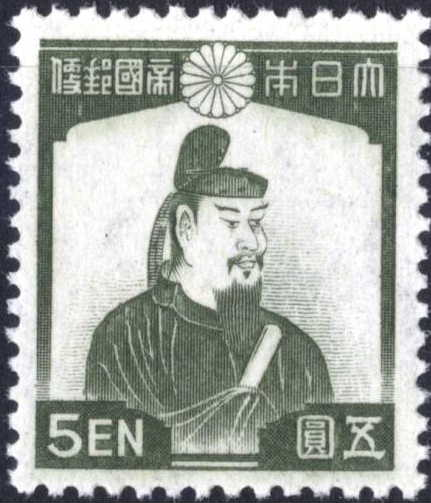
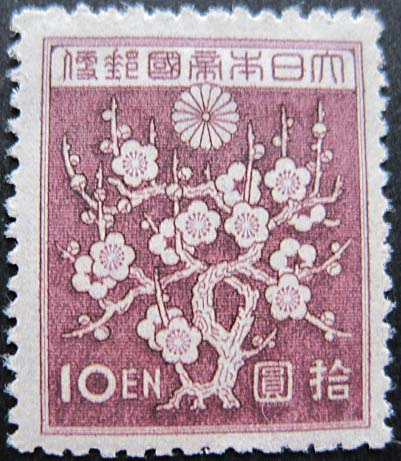

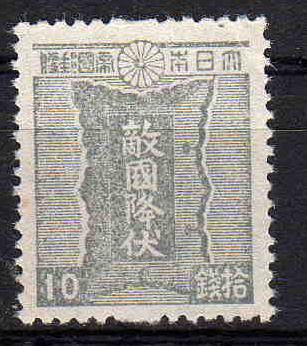
敵国降伏10銭切手（1945年発行）

昭和切手 1937年 - 1946年
日本国内の風景や神社仏閣、人物、産業設備等をテーマにしたシリーズ。当初から様々なテーマが盛り込まれ、印刷方式も凹版と凸版が入り混じり、統一性を欠いていた。戦争末期には、より簡単な平版印刷が導入された。国名表記は再び「大日本帝國郵便」に戻されている。 
第一次昭和切手 1937年 - 1944年日本各地（外地も含む。）の風景と神社仏閣がデザインの中心。ただし基本料金は乃木希典(2銭)と東郷平八郎(4銭)の肖像（2名ともに著名な軍人）。前述のとおり、これらの切手の内、軍国主義的あるいは神道等の象徴に関係するものとされた切手は、使用停止となったが（昭和22年逓信省令第24号）、東京中央郵便局で現行の切手類と交換できる。
第二次昭和切手 1942年 - 1946年日米開戦により戦時色が濃くなり、戦意高揚的な図案が増える。
第三次昭和切手 1945年 - 1946年物資欠乏のため印刷が粗雑化、目打も省かれる。戦争末期の混乱ゆえ、殆どの切手が戦争後に発行されたほか、発行の告示も後追いとなった。

### 昭和時代中期
新昭和切手
第一次新昭和切手 1946年 - 1947年戦後の混乱のため、粗雑な印刷が続く。図案は絵画や風景など平和的なものとなり、切手の国名表示も再び「日本郵便」となる。
第二次新昭和切手 1946年 - 1948年目打がようやく復活する。
第三次新昭和切手 1948年菊花紋章が無くなる。

産業図案切手 1948年 - 1949年
農業や工業など産業に従事する労働者を描く。

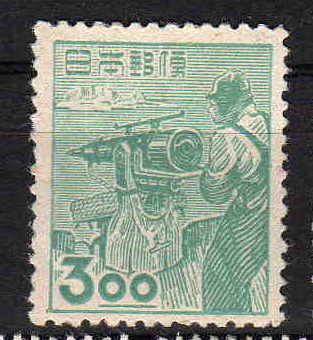
捕鯨3円 （1949年発行）
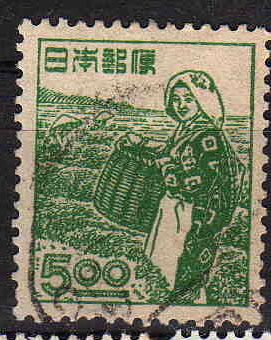
茶摘5円 （1949年発行）

昭和すかしなし切手 1951年 - 1952年
産業図案切手や新昭和切手の一部が、印刷用紙切り替えに伴い、透かしのない用紙に印刷される。
動植物国宝図案切手
国宝や植物などが登場した。1952年に銭表示が廃止され、第二次動植物国宝図案切手以後は、額面表記が円単位になる。
後の「新動植物国宝図案切手」も含め料金改定のたびに発行されたためデザインに統一性が少ない。
ただし最低額の1円は「郵便制度の父」前島密、低額面は動物と植物、高額面は仏像などの国宝という慣習があった。
- 第一次動植物国宝図案切手 1950年 - 1951年
- 第二次動植物国宝図案切手 1952年 - 1959年
- 第三次動植物国宝図案切手 1961年 - 1965年

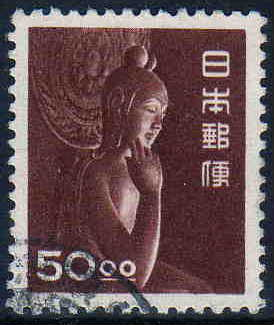
弥勒菩薩像（中宮寺） （1951年発行）

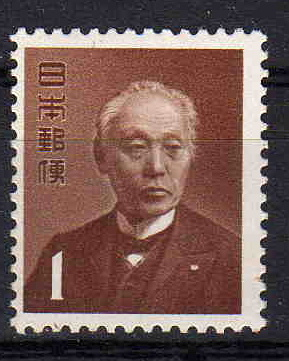
前島密 （1952年発行）
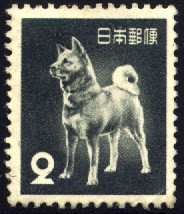
秋田犬 （1953年発行）
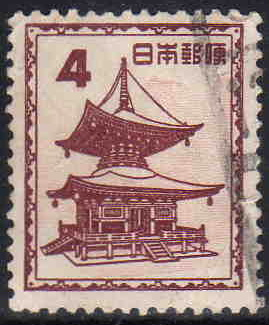
石山寺多宝塔 （1952年発行）
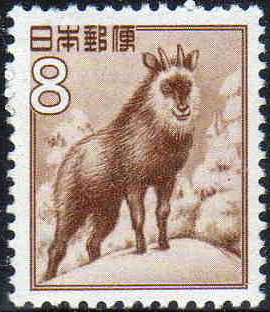
ニホンカモシカ （1952年発行）
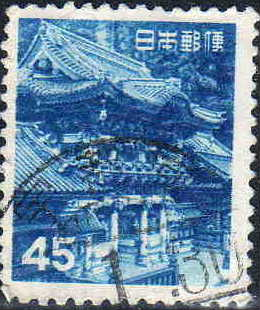
日光東照宮陽明門 （1952年発行）
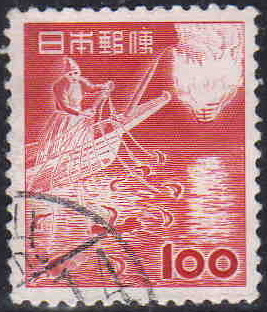
鵜飼 （1953年発行）
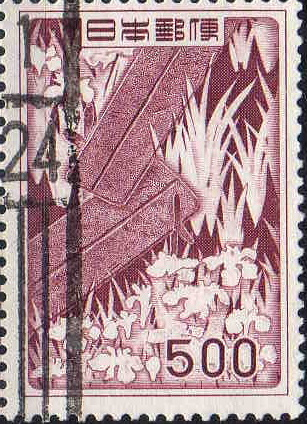
八橋蒔絵 (1955年発行)
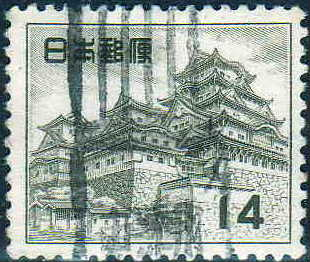
姫路城 (1956年発行)
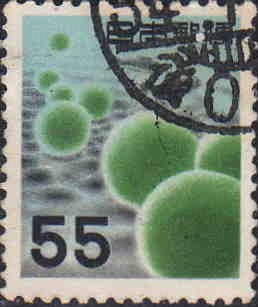
マリモ (1956年発行)
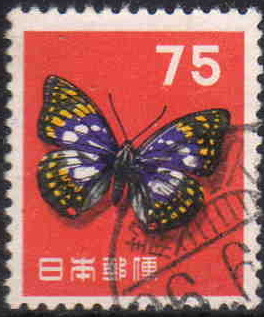
オオムラサキ (1956年発行)

### 昭和時代後期
新動植物国宝図案切手
万国郵便連合の規則により「NIPPON」のローマ字国名表記が入るようになった。
- 1966年シリーズ 1966年 - 1967年
- 1967年シリーズ 1967年 - 1971年
- 1972年シリーズ 1972年 - 1979年
- 1976年シリーズ 1976年
- 1980年シリーズ 1980年 - 1988年
- 1989年シリーズ 1989年

1980年シリーズから、慶事用、弔事用、電子郵便用が発行された。

### 平成時代
日本の自然「平成切手」 1992年 - 2012年
- 発行時郵政省は「日本の自然」と発表。その後、日本切手の代表的カタログ「さくら切手カタログ」にて「平成切手」の名称が使われた。
- 意匠の傾向は、9円から30円までは昆虫、41円から160円まで鳥、190円から430円までは花、700円と1000円は記念切手大で絵画とした。また9円から430円までは右上に斜線で背景を設け、角にローマ字表記「NIPPON」と料額を記すようデザインを統一させている。
- 1995年よりグリーティング切手（シール式切手）が発行された。四方の角は丸く辺は直線の切り抜き形で、郵便事業民営化以降に発行されている特殊切手のように目打型で囲まれてはいなかった。
- これまで普通切手は、その性格から料金改定によって適用する料金がなくなっても郵便局ごとに在庫があるかぎり販売されていたが、2002年より物流・管理コスト削減を目指し、需要の減少したものを中心に販売終了を発表し、販売券種を事実上全国で統一させている。

2002年（平成14年）
- 9月30日　郵政事業庁は需要減少により57券種の内、次の30券種の販売終了。
  - 2円・4円・9円・15円・18円・40円（2種）・60円（2種）・190円・210円・250円・260円・300円・310円・360円・390円・400円・410円・430円・600円・700円・1,000円（吉祥天立像）
  - 慶事用 50円（折鶴及び宝雲）・慶事用 80円（折鶴及び瑞雲）・慶事用 90円（松竹梅及びユズリハ）・弔事用 50円（花輪）

2007年（平成19年）
- 10月1日　郵便事業は民営会社開始にあわせ、50円（オシドリ）・80円（キジバト）のデザインに一新して発売。統一デザインは用いなかった。

2009年（平成21年）
- 7月23日　300円発売。2月の配達記録郵便廃止に伴い、簡易書留料金が350円から300円に値下げされたことによる300円切手の需要が生じたため。
  - 題材は販売終了した恵喜童子像だが、意匠が変更され、凹版印刷からグラビア印刷となった。

2010年（平成22年）
- 1月から、50円（オシドリ）の目打が一部楕円になった。
- 11月29日　1円・3円・5円・100円・200円・500円の料額およびローマ字の書体を平成切手と同じものに変更。

2011年（平成23年）
- 1月7日　70円・110円・420円・慶事用80円切手のシート構成が100枚から10枚に変更。
- 3月31日　弔事用80円（コウホネ）販売終了。需要減少による。

2012年（平成24年）
- 7月2日　350円・500円切手発売。前年からこの年にかけて起きた切手偽造事件の影響により、意匠変更およびパールインキの紋様を印刷している。
  - 350円は、カタクリを2本から3本に、統一デザインを小豆色に近いものに変更。
  - 500円は、伐折羅大将（新薬師寺）を右向きから左向きに、色を緑から青に変更。

### 平成時代末期・令和時代
日本の自然 新シリーズ 2014年 - 2023年
- 2014年の消費税率改定に伴う新料金・新デザイン切手発行および、2015年の普通切手全券種のデザイン統一が図られ、意匠の傾向は引き続き「日本の自然」であるものの、2円から50円までが動物、52円から140円までが花、205円から500円が国立公園、1000円が絵画となった。
- なお、第一種郵便（25グラムまで）用・第二種郵便用・205円から500円までの高額切手には、偽造防止のためにパールインキで右上に〒マーク、左下に桜の花模様が印刷されている。2021年4月13日以降は、第一種郵便（25グラムまで）用以上の金額の慶弔用を除く普通切手全券種にパールインキ印刷の導入対象が拡大された。

2014年（平成26年）
- 3月3日　2円・52円・82円・92円・205円・280円・310円・慶事用52円・慶事用82円・慶事用92円・弔事用52円を発売[9]。4月からの消費税率改定による郵便料金値上げに対応するため。またこの時より新デザインとなる。
- 3月31日　次の17券種の販売終了[10]。
  - 70円・80円（2種）・90円・110円・130円・160円・200円・270円・300円・350円（2種）・420円
  - 慶事用 50円・慶事用 80円・慶事用 90円・弔事用 50円

2015年（平成27年）
- 2月2日　1円・3円・5円・10円・20円・30円・50円・100円・120円・140円・500円・1000円を発売。これにより普通切手全券種のデザイン統一が図られる[11]。なお旧デザインは、在庫が無くなり次第販売終了となる[12]。

2017年（平成29年）
- 5月15日　6月1日からの葉書料金改定に伴い、62円・慶事用62円・弔事用62円を発売[13]。なお意匠は、通常の62円は、52円のソメイヨシノの題材をそのままにモデルチェンジ、弔事用・慶事用の62円は、52円のものをマイナーチェンジ。
- 5月31日　52円・慶事用52円・弔事用52円の販売終了。

2019年（令和元年）
- 8月20日　10月1日からの消費増税にともなう郵便料金の変更に伴い、63円・84円・94円・210円・290円・320円・慶事用63円・慶事用84円・慶事用94円・弔事用63円を発売 [14] [15]。63円・84円・94円は、従来と同じ花ながらもフルモデルチェンジ、210円・290円・320円は、従来とは異なる国立公園、慶事用は従来の文様に鶴を加えてフルモデルチェンジ、弔事用も同じ文様ながらフルモデルチェンジとなる。
- 9月30日　旧料金となる62円・82円・92円・205円・280円・310円・慶事用62円・慶事用82円・慶事用92円・弔事用62円の販売終了。需要が少ない3円・30円・1000円は在庫がなくなり次第販売終了[14][16]。

2021年（令和3年）
- 4月13日　前年に発覚した中国からの偽造100円・140円切手持ち込み未遂事件の影響で、94円・100円・120円・140円切手にパールインキ印刷を追加[17]。これにより、この時点で販売中の普通切手（慶弔用除く）において63円以上の切手に一律〒マークと桜花模様のパールインキ印刷が行われることとなった。
- 9月1日　10月1日からの普通扱いの土曜配達廃止に伴う速達料金改定に伴い、260円発売[18] [19]。なお290円は切手発売日より10月31日まで他の切手類と手数料無料で交換可能[19]。
- 9月30日　290円の販売終了[19]。

2023年（令和5年）
- 9月1日　10月1日からの簡易書留料の値上げに伴い、350円発売[20] 。なお320円は切手発売日より10月31日まで他の切手類と手数料無料で交換可能[20]。
- 9月30日　320円の販売終了[20]。

日本の文様 2024年 -
- 2024年の国内郵便料金改定に伴う新料金・新デザイン切手発行。意匠のテーマは「日本の文様」である[21]。
- 料額の数字を従来より大型化して視認性を高めているほか、旧料金との差額分など他の切手と複数組み合わせて貼付した際の統一感を意識したデザインとなっている[21][22]。

2024年（令和6年）
- 9月2日　10月1日からの国内郵便料金の値上げに伴い、16円・22円・26円・40円・85円・110円・180円・270円・300円・慶事用85円・慶事用110円・弔事用85円を発売[23]。また30円切手の販売を再開。
- 9月30日　旧料金となる63円・84円・94円・260円・慶事用63円・慶事用84円・慶事用94円・弔事用63円の販売終了[23]。120円・210円は在庫がなくなり次第販売終了[23]。

## 普通切手一覧（2014年以降）
- 下表には2014年（平成26年）に販売開始となった「日本の自然 新シリーズ」以降の普通切手について記載する[9][11][13][14][17][19]。
- 太字は販売中の券種、背景色が■で表示されているものは販売終了もしくは未発売の券種である。

| 券種        | 絵柄                                | 販売開始日 | 販売終了日             | 一般的な適用料金 | 版式刷色                    | 主な偽造防止策   | シート構成    |
| ----------- | ----------------------------------- | ---------- | ---------------------- | --- | --------------------------- | ---------------- | ------------- |
| 1円         | 前島密                              | 2015.2.2   | 販売中                 | | グラビア印刷1色             |                  | 縦10枚×横10枚 |
| 2円         | エゾユキウサギ                      | 2014.3.3   | 販売中                 | | グラビア印刷3色             |                  | 縦10枚×横10枚 |
| 3円         | シマリス                            | 2015.2.2   | 2019.7.8以降 在庫限り  | | グラビア印刷3色             |                  | 縦10枚×横10枚 |
| 5円         | ニホンザル                          | 2015.2.2   | 販売中                 | | グラビア印刷3色             |                  | 縦10枚×横10枚 |
| 10円        | トキ                                | 2015.2.2   | 販売中                 | | グラビア印刷3色             |                  | 縦10枚×横10枚 |
| 20円        | ニホンジカ                          | 2015.2.2   | 販売中                 | | グラビア印刷3色             |                  | 縦10枚×横10枚 |
| 30円        | キタキツネ                          | 2015.2.2   | 2019.7.8以降 在庫限り  | 国際航空郵便 はがき差額用 （2023.10.1 -） スマートレター差額用 （2024.10.1 -）                                                                              | グラビア印刷3色             |                  | 縦10枚×横10枚 |
| 30円        | キタキツネ                          | 2024.9.2   | 販売中                 | 国際航空郵便 はがき差額用 （2023.10.1 -） スマートレター差額用 （2024.10.1 -）                                                                              | グラビア印刷3色             |                  | 縦10枚×横10枚 |
| 50円        | ニホンカモシカ                      | 2015.2.2   | 販売中                 | | グラビア印刷3色             |                  | 縦10枚×横10枚 |
| 52円        | ソメイヨシノ                        | 2014.3.3   | 2017.5.31              | 第二種〔はがき〕・第三種 50gまで （2014.4.1 - 2017.5.31）                                                                                                   | グラビア印刷4色             | パールインキ印刷 | 縦10枚×横10枚 |
| 62円        | ソメイヨシノ                        | 2017.5.15  | 2019.9.30              | 第二種〔はがき〕・第三種 50gまで （2017.6.1 - 2019.9.30）                                                                                                   | グラビア印刷4色             | パールインキ印刷 | 縦10枚×横10枚 |
| 63円        | ソメイヨシノ                        | 2019.8.20  | 2024.9.30              | 第二種〔はがき〕・第三種 50gまで （2019.10.1 - 2024.9.30）                                                                                                  | グラビア印刷4色             | パールインキ印刷 | 縦10枚×横10枚 |
| 82円        | ウメ                                | 2014.3.3   | 2019.9.30              | 第一種〔封書〕定形25gまで （2014.4.1 - 2019.9.30） | グラビア印刷4色             | パールインキ印刷 | 縦10枚×横10枚 |
| 84円        | ウメ                                | 2019.8.20  | 2024.9.30              | 第一種〔封書〕定形25gまで （2019.10.1 - 2024.9.30） | グラビア印刷4色             | パールインキ印刷 | 縦10枚×横10枚 |
| 92円        | スミレ                              | 2014.3.3   | 2019.9.30              | 第一種〔封書〕定形50gまで （2014.4.1 - 2019.9.30） | グラビア印刷3色             |                  | 縦10枚×横10枚 |
| 94円        | スミレ                              | 2019.8.20  | 2021.4.13以降 在庫限り | 第一種〔封書〕定形50gまで （2019.10.1 - 2024.9.30） | グラビア印刷3色             |                  | 縦10枚×横10枚 |
| 94円        | スミレ                              | 2021.4.13  | 2024.9.30              | 第一種〔封書〕定形50gまで （2019.10.1 - 2024.9.30） | グラビア印刷4色             | パールインキ印刷 | 縦10枚×横10枚 |
| 100円       | サクラソウ                          | 2015.2.2   | 2021.4.13以降 在庫限り | 国際航空郵便 はがき （2023.10.1 -） | グラビア印刷3色             |                  | 縦10枚×横10枚 |
| 100円       | サクラソウ                          | 2021.4.13  | 販売中                 | 国際航空郵便 はがき （2023.10.1 -） | グラビア印刷4色             | パールインキ印刷 | 縦10枚×横10枚 |
| 120円       | フジ                                | 2015.2.2   | 2021.4.13以降 在庫限り | 封書 定形外〔規格内〕50gまで （1997.12.1 - 2024.9.30） 国際航空郵便 封書 第1,2地帯 定形25gまで （2023.10.1 -）                                              | グラビア印刷3色             |                  | 縦10枚×横10枚 |
| 120円       | フジ                                | 2021.4.13  | 2024.9.30以降 在庫限り | 封書 定形外〔規格内〕50gまで （1997.12.1 - 2024.9.30） 国際航空郵便 封書 第1,2地帯 定形25gまで （2023.10.1 -）                                              | グラビア印刷4色             | パールインキ印刷 | 縦10枚×横10枚 |
| 140円       | ヤマブキ                            | 2015.2.2   | 2021.4.13以降 在庫限り | 封書 定形外〔規格内〕100gまで （2003.10.1 - 2024.9.30） 封書 定形外〔規格内〕50gまで （2024.10.1 -) 国際航空郵便 封書 第3,4地帯 定形25gまで （2023.10.1 -） | グラビア印刷3色             |                  | 縦10枚×横10枚 |
| 140円       | ヤマブキ                            | 2021.4.13  | 販売中                 | 封書 定形外〔規格内〕100gまで （2003.10.1 - 2024.9.30） 封書 定形外〔規格内〕50gまで （2024.10.1 -) 国際航空郵便 封書 第3,4地帯 定形25gまで （2023.10.1 -） | グラビア印刷4色             | パールインキ印刷 | 縦10枚×横10枚 |
| 205円       | 屋久島国立公園 （縄文杉）           | 2014.3.3   | 2019.9.30              | 封書 定形外〔規格内〕150gまで （2014.4.1 - 2019.9.30） | グラビア印刷6色             | パールインキ印刷 | 縦10枚×横10枚 |
| 210円       | 西表石垣国立公園 （海中のサンゴ）   | 2019.8.20  | 2024.9.30以降 在庫限り | 封書 定形外〔規格内〕150gまで （2019.10.1 - 2024.9.30） | グラビア印刷6色             | パールインキ印刷 | 縦10枚×横10枚 |
| 260円       | 尾瀬国立公園 （尾瀬ヶ原と至仏山）   | 2021.9.1   | 2024.9.30              | 〔封書〕・〔はがき〕速達250gまでの加算料金 （2021.10.1 - 2024.9.30）                                                                                        | グラビア印刷6色             | パールインキ印刷 | 縦10枚×横10枚 |
| 280円       | 吉野熊野国立公園 （那智の滝）       | 2014.3.3   | 2019.9.30              | 〔封書〕・〔はがき〕速達250gまでの加算料金 （2014.4.1 - 2019.9.30）                                                                                         | グラビア印刷6色             | パールインキ印刷 | 縦10枚×横10枚 |
| 290円       | 日光国立公園 （中禅寺湖と男体山）   | 2019.8.20  | 2021.9.30              | 〔封書〕・〔はがき〕速達250gまでの加算料金 （2019.10.1 - 2021.9.30）                                                                                        | グラビア印刷6色             | パールインキ印刷 | 縦10枚×横10枚 |
| 310円       | 利尻礼文サロベツ国立公園 （利尻島） | 2014.3.3   | 2019.9.30              | 簡易書留加算料金 （2014.4.1 - 2019.9.30） | グラビア印刷6色             | パールインキ印刷 | 縦10枚×横10枚 |
| 320円       | 瀬戸内海国立公園 （瀬戸内の島々）   | 2019.8.20  | 2023.9.30              | 簡易書留加算料金 （2019.10.1 - 2023.9.30） | グラビア印刷6色             | パールインキ印刷 | 縦10枚×横10枚 |
| 350円       | 三陸復興国立公園 （北山崎）         | 2023.9.1   | 販売中                 | 簡易書留加算料金 （2023.10.1 -） | グラビア印刷6色             | パールインキ印刷 | 縦10枚×横10枚 |
| 500円       | 十和田八幡平国立公園 （奥入瀬渓流） | 2015.2.2   | 販売中                 | | グラビア印刷6色             | パールインキ印刷 | 縦10枚×横10枚 |
| 1,000円     | 富士図 （田能村竹田）               | 2015.2.2   | 2019.7.8以降 在庫限り  | | グラビア印刷3色 凹版印刷1色 | 凹版印刷         | 縦5枚×横4枚   |
| 慶事用 52円 | 扇面に梅文様                        | 2014.3.3   | 2017.5.31              | 慶事用で適用料金は通常と同じ | グラビア印刷3色             |                  | 縦10枚×横10枚 |
| 慶事用 62円 | 扇面に梅文様                        | 2017.5.15  | 2019.9.30              | 慶事用で適用料金は通常と同じ | グラビア印刷3色             |                  | 縦10枚×横10枚 |
| 慶事用 63円 | 扇面に梅文様と鶴                    | 2019.8.20  | 2024.9.30              | 慶事用で適用料金は通常と同じ | グラビア印刷3色             |                  | 縦10枚×横10枚 |
| 慶事用 82円 | 扇面に竹文様                        | 2014.3.3   | 2019.9.30              | 慶事用で適用料金は通常と同じ | グラビア印刷3色             |                  | 縦2枚×横5枚   |
| 慶事用 84円 | 扇面に竹文様と鶴                    | 2019.8.20  | 2024.9.30              | 慶事用で適用料金は通常と同じ | グラビア印刷3色             |                  | 縦2枚×横5枚   |
| 慶事用 92円 | 扇面に松文様                        | 2014.3.3   | 2019.9.30              | 慶事用で適用料金は通常と同じ | グラビア印刷3色             |                  | 縦10枚×横10枚 |
| 慶事用 94円 | 扇面に松文様と鶴                    | 2019.8.20  | 2024.9.30              | 慶事用で適用料金は通常と同じ | グラビア印刷3色             |                  | 縦10枚×横10枚 |
| 弔事用 52円 | 花文様                              | 2014.3.3   | 2017.5.31              | 弔事用で適用料金は通常と同じ 〔喪中はがき〕 | グラビア印刷3色             |                  | 縦10枚×横10枚 |
| 弔事用 62円 | 花文様                              | 2017.5.15  | 2019.9.30              | 弔事用で適用料金は通常と同じ 〔喪中はがき〕 | グラビア印刷3色             |                  | 縦10枚×横10枚 |
| 弔事用 63円 | 花文様                              | 2019.8.20  | 2024.9.30              | 弔事用で適用料金は通常と同じ 〔喪中はがき〕 | グラビア印刷3色             |                  | 縦10枚×横10枚 |

| 券種         | 絵柄 | 販売開始日 | 販売終了日 | 一般的な適用料金                                                 | 版式刷色        | 主な偽造防止策                | シート構成    |
| ------------ | ---- | ---------- | ---------- | ---------------------------------------------------------------- | --------------- | ----------------------------- | ------------- |
| 16円         | 貝   | 2024.9.2   | 販売中     | 第一種〔封書〕定形50gまで差額用 （2024.10.1 -）                  | グラビア印刷2色 | マイクロ文字                  | 縦10枚×横10枚 |
| 22円         | 桜葉 | 2024.9.2   | 販売中     | 第二種〔はがき〕差額用 （2024.10.1 -）                           | グラビア印刷2色 | マイクロ文字                  | 縦10枚×横10枚 |
| 26円         | 鶯   | 2024.9.2   | 販売中     | 第一種〔封書〕定形25gまで差額用 （2024.10.1 -）                  | グラビア印刷2色 | マイクロ文字                  | 縦10枚×横10枚 |
| 40円         | 七宝 | 2024.9.2   | 販売中     | 〔封書〕・〔はがき〕速達250gまでの加算料金差額用 （2024.10.1 -） | グラビア印刷2色 | マイクロ文字                  | 縦10枚×横10枚 |
| 85円         | 松   | 2024.9.2   | 販売中     | 第二種〔はがき〕 （2024.10.1 -）                                 | グラビア印刷3色 | パールインキ印刷 マイクロ文字 | 縦10枚×横10枚 |
| 110円        | 千鳥 | 2024.9.2   | 販売中     | 第一種〔封書〕定形50gまで （2024.10.1 -）                        | グラビア印刷3色 | パールインキ印刷 マイクロ文字 | 縦10枚×横10枚 |
| 180円        | 雀   | 2024.9.2   | 販売中     | 封書 定形外〔規格内〕100gまで （2024.10.1 -）                    | グラビア印刷3色 | パールインキ印刷 マイクロ文字 | 縦10枚×横10枚 |
| 270円        | 雲   | 2024.9.2   | 販売中     | 封書 定形外〔規格内〕150gまで （2024.10.1 -）                    | グラビア印刷4色 | パールインキ印刷 マイクロ文字 | 縦10枚×横10枚 |
| 300円        | 兎   | 2024.9.2   | 販売中     | 〔封書〕・〔はがき〕速達250gまでの加算料金 （2024.10.1 -）       | グラビア印刷4色 | パールインキ印刷 マイクロ文字 | 縦10枚×横10枚 |
| 慶事用 85円  | 鶴   | 2024.9.2   | 販売中     | 慶事用で適用料金は通常と同じ                                     | グラビア印刷2色 | マイクロ文字                  | 縦10枚×横10枚 |
| 慶事用 110円 | 蝶   | 2024.9.2   | 販売中     | 慶事用で適用料金は通常と同じ                                     | グラビア印刷2色 | マイクロ文字                  | 縦10枚×横10枚 |
| 弔事用 85円  | 菊   | 2024.9.2   | 販売中     | 弔事用で適用料金は通常と同じ 〔喪中はがき〕                      | グラビア印刷2色 | マイクロ文字                  | 縦10枚×横10枚 |

- 普通切手1枚の寸法は、1000円切手を除き縦25.5 mm×横21.5 mm（印刷範囲は縦22.5 mm×横18.5 mm）、1000円切手に限りやや大きい縦36.0 mm×横25.5 mm（印刷範囲は縦33.0 mm×横22.5 mm）である[9][11][13][14][17][19]。
- 「日本の自然 新シリーズ」において発行された慶弔用を除く普通切手は、左上に縦書きで「日本郵便」、左下に発行国名のローマ字表記の「NIPPON」、右下に料額（額面金額）のアラビア数字を配置するデザインで全券種統一されている。なお慶弔用については、これらの配置は発行券種ごとに異なる[9][11][13][14][17][19]。また、慶弔用と小額の券種を除き右上に郵便記号（〒）、左下に桜の花のパールインキ印刷が行われている。
- 「日本の文様」において発行された慶弔用を含む普通切手は、右上に横書きで「日本郵便」、左下に料額（額面金額）のアラビア数字、最下部に発行国名のローマ字表記の「NIPPON」を配置するデザインで全券種統一されている。また、全ての券種で「JAPAN POST」のマイクロ文字が印刷されているほか、慶弔用と小額の券種を除き右上に日本郵便のコーポレートブランドマーク（JP POST）のパールインキ印刷が行われている。
- 具体的意匠については、[24]を参照。

## その他
- 普通切手は意匠変更が長年行われないことがある。
  - 1947年（昭和22年）8月10日発行の前島密1円切手は、1951年（昭和26年）4月14日に意匠変更、1952年（昭和27年）8月11日に銭単位の表示省略、1968年（昭和43年）1月10日に”NIPPON”を追加し刷色を変更、2010年（平成22年）11月29日に額面の書体、2015年（平成27年）2月2日に額面と”NIPPON”の位置を交換している。しかし前島の肖像自体は変わっていないので事実上70年以上も発行が続けられていると言える。なお、日本郵便は、近代日本の郵便制度の父と言われる前島の功績を後世に伝えていくため、今後も1円切手のデザイン（前島の肖像）を変更することはないと公式に宣言している[25]。ただし2021年4月からは郵便局のキャラクターぽすくまがデザインされた1円切手を特殊切手扱いで販売している。枚数限定ながら新たなデザインの1円切手が販売されるのは約70年ぶりだという[26]。
  - 1953年（昭和28年）8月25日発行の秋田犬2円は1989年（平成元年）4月1日に刷色や額面の書体を改めるまで改訂されなかった。
  - 1963年（昭和38年）5月15日発行のベニオキナエビス4円切手は「財務省印刷局」銘が存在するので、2001年以降も細々と印刷されていたことがわかる。2002年（平成14年）9月30日かぎりで販売終了された。この間、38年余一切意匠変更されることなく発売された。この4円切手は"NIPPON"の表示のないまま販売され続けた最後の切手である。
- 航空切手は日本では普通郵便に使えたため、普通切手の一種と混同されるが、日本以外の多くの国では航空郵便のみに使えたもので、別個の切手として分類される。
- グリーティング切手は、使用目的から普通切手の一種とされる。但し、発売期間は限定される。なお、製造コストが上乗せされて販売されていた時期[いつ?]がかつてあった。
- 日本では原則として普通切手はシート上（耳紙）に計数番号が印字されるが（2017年から数年間のみ発行されたフランスのカルトール社が製造するものにはない[27]）、記念・特殊切手には印字されない。電子郵便切手は『日本切手専門カタログ』や『さくら日本切手カタログ』では普通切手に分類されているが、計数番号の印字がないため郵政省（当時）の見解では特殊切手といえる[28]。